# Халіма Якоб
Халіма Якоб (араб. حليمة بنت يعقو, кит.: 哈莉玛 · 雅各布, там. ஹலிமா பின்தி யாகொப், нар. 23 серпня 1954) — колишня президентка Сінгапуру. Сінгапурська політична діячка, що репрезентує мусульманську малайську меншину країни, перша жінка-президентка Сінгапуру. Обіймала посаду президента з 14 вересня 2017 по 13 вересня 2023. Була автоматично оголошена президентом після того, як усіх інших кандидатів на цю посаду не допустили до виборів. З січня 2013 року по серпень 2017 року обіймала посаду голови парламенту Сінгапуру.

## Життєпис
Батько Халіми має індійське походження, мати — малайське. Батько помер, коли їй було 8 років, тому мати виховувала її одна.
Навчалася в двох школах для дівчаток, в 1978 році здобула в Національному університеті Сінгапуру ступінь бакалавра права. У 2001 році отримала там же ступінь магістра права. З 7 липня 2016 року також ще має почесний ступінь доктора права Національного університету Сінгапуру.
Працювала в Конгресі національних профспілок.
У 2001 році була обрана членом парламенту. Займала ряд посад в уряді.
8 січня 2013 року була номінована прем'єр-міністром Лі Сянь Луном на посаду голови парламенту, 14 січня того ж року була обрана. Халіма Якоб стала першою жінкою-спікеркою парламенту в історії Сінгапуру.
6 серпня 2017 року пішла з посади голови парламенту, щоб взяти участь в президентських виборах. Незадовго перед балотуванням вийшла з партії «Народна дія», в якій перебувала з 2001 року.
Крім Халіми, в президенти балотувалися ще 4 людини, але вони були зняті через невідповідність вимогам до кандидатів (кандидат повинен мати малайське походження, мати стаж державної служби або очолювати компанію, капіталізація якої перевищує 500 млн сінгапурських доларів (близько 371 млн доларів США).
Після залишення посади Президента Сінгапуру 13 вересня 2023 року, з 1 жовтня 2023 обіймає посаду ректора Сінгапурського університету соціальних наук (англ. Singapore University of Social Sciences).

## Особисте життя
Одружена, має п'ятеро дітей. Мусульманка.

## Також
- Список жінок-глав держав та урядів